# Trombopoieză
Trombopoieza este un proces de formare a trombocitelor. Trombocitele se formeaza in maduva rosie hematogena, din aceeasi celula stem multipotentiala din care se formeaza si alte elemente figurate sangvine. Prin procese de diferentiere si diviziune, din celula stem se formeaza megacarioblastul cu nucleu si diametrul de 20-30 μm. Etapa urmatoare a seriei este promegacariocitul bazofil, cu nucleu lobat. In fine, dupa 4-5 zile, apare precursorul direct - megacariocitul matur. Nucleul acestei celule este multilobat si usor picnotic, iar citoplasma contine numeroase granulatii. Membrana prezinta frecvente invaginatii, din care se formeaza membrana de demarcare. Acestea reprezinta circa 1% din celulele medulare. Prin fragmentarea megacariocitului matur se elibereaza in circulatie trombocitele. Aceasta fragmentare se poate desfasura in 2 moduri diferite. Megacariocitul emite filamente de citoplasma ce patrund in capilarele sinusoide, fragmentandu-se treptat in trombocite ce se desprind. O alta posibilitate este cea de fragmentare extravasculara. Megacariocitul expulzeaza trombocitele unul cate unul, ulterior producandu-se traversarea endoteliului vascular si patrunderea in circulatie. In ambele situatii, nucleii megacariocitari raman in maduva. Productia zilnica de trombocite este de 50000 de trombocite/mm3 sange. 

## Vezi si
Leucopoieză